# 约翰逊-林登斯特劳斯定理
约翰逊-林登斯特劳斯定理(Johnson–Lindenstrauss theorem)，又称约翰逊-林登斯特劳斯引理(Johnson–Lindenstrauss lemma)，是由William Johnson和Joram Lindenstrauss于1984年提出的一个关于降维的著名定理，在现代机器学习，尤其是压缩感知、降维、形状分析和分布学习等领域中有很重要的应用。
这个定理告诉我们，一个高维空间中的点集，可以被线性地镶嵌到低维空间中，同时其空间结构只遭受比较小的形变。约翰逊-林登斯特劳斯定理的证明，还说明了如何用随机投影法明确地求出这个变换，所用的算法只需要随机多项式时间。当然，降维不是免费的：如果要求形变很少的话，代价是被嵌入的低维空间维数不能很低；反之亦然，如果要求将点集嵌入很低维的空间，那么就不能很好地控制结构形变的程度。
因为能将维数下降到样本量的对数阶，更兼所用的变换是线性的、显式的还可以被快速计算，约翰逊-林登斯特劳斯定理是一个力度非常强的结论。

## 定理陈述
对任何给定的{\displaystyle \epsilon \in (0,1)}以及{\displaystyle N}维欧几里德空间中的{\displaystyle m}个点{\displaystyle \{x_{1},\ldots ,x_{m}\}}，对于任意满足条件{\displaystyle n>(\epsilon ^{2}/2-\epsilon ^{3}/3)^{-1}\log m}的正整数{\displaystyle n}，存在一个线性映射{\displaystyle f:\mathbb {R} ^{N}\to \mathbb {R} ^{n}}，将这{\displaystyle m}个点，从{\displaystyle \mathbb {R} ^{N}}(维数可能很高的空间)中映射到{\displaystyle \mathbb {R} ^{n}}(低维空间)中，同时“基本上”保持了点集成员两两之间的距离，即：对于任意两个点{\displaystyle (x_{i},x_{j}):1\leq i<j\leq m}，都有
{\displaystyle (1-\epsilon )\|x_{i}-x_{j}\|_{2}^{2}\leq \|f(x_{i})-f(x_{j})\|_{2}^{2}\leq (1+\epsilon )\|x_{i}-x_{j}\|_{2}^{2}}
更进一步地，这个线性映射{\displaystyle f}还可以在随机多项式时间内求出。

### 直观理解
约翰逊-林登斯特劳斯定理揭示了一些关于降维映射深刻事实，其中一些还是违反简单直觉的。因此，要想直观地理解这个定理，对初学者来说，可能比从数学式子上读懂证明还要难(反而此定理的证明只用到了比较简单的关于投影的随机误差不等式)。举例来说，定理的结论表明，度量形变程度的误差参数{\displaystyle \epsilon }以及低维空间的维数{\displaystyle n}这两个度量降维水准的关键量，均与原始数据所在的空间维数{\displaystyle N}或者原始的{\displaystyle m}个点具体为何种空间结构无关，这是很不平凡的。

### 最优性
约翰逊-林登斯特劳斯定理是不能被本质性地改进的，即：给定任意正整数{\displaystyle m}和误差参数{\displaystyle \epsilon }，存在某个{\displaystyle N}以及{\displaystyle \mathbb {R} ^{N}}中的{\displaystyle m}个点，这个点集“难以降维”——也就是说，对任何一个满足“基本保持点距”要求(即：{\displaystyle (1-\epsilon )\|x_{i}-x_{j}\|_{2}^{2}\leq \|f(x_{i})-f(x_{j})\|_{2}^{2}\leq (1+\epsilon )\|x_{i}-x_{j}\|_{2}^{2}}要对任意{\displaystyle (i,j):1\leq i<j\leq n}成立)的线性映射{\displaystyle f:\mathbb {R} ^{N}\to \mathbb {R} ^{n}}，它用来镶嵌高维数据的那个低维空间(即{\displaystyle \mathbb {R} ^{n}})，至少必须具有
{\displaystyle n=\Omega \left({\frac {\log m}{\epsilon ^{2}}}\right)}
这么多的维数。

### 证明提要
定理可以用高年级大學生容易理解的方法证明，其思路是证明如下事实：多次独立地重复进行随机投影的试验，每次试验中随机抽取的投影{\displaystyle f_{0}:\mathbb {R} ^{N}\to \mathbb {R} ^{n}}都有至少{\displaystyle 1/n}的概率符合定理中对映射{\displaystyle f}全部的要求(显然，验证任何一个{\displaystyle f_{0}}是否符合这些要求只需{\displaystyle O(n^{2})}时间)，因此只要重复该独立实验{\displaystyle \omega (n)}次就能以逼近100%的概率产生至少一个符合要求的映射{\displaystyle f}。